# Богданов, Владимир (хоккеист)
Владимир Богданов (1925 — неизвестно) — советский хоккеист, защитник, нападающий.
Карьеру в командах мастеров провёл в ленинградском ОДО. На протяжении четырёх сезонов (1950/51 — 1953/54) выступал в чемпионате СССР, за это время забросил 11 шайб.